# Ministr zahraničních věcí Izraele
Ministr zahraničních věcí Izraele (hebrejsky שר החוץ‎, sar ha-chuc) je člen izraelské vlády, který stojí v čele ministerstva zahraničních věcí. Jedná se o jednu z nejdůležitějších pozic v izraelské vládě (hned po premiérovi a ministru obrany). 
Příležitostně působí na ministerstvu náměstek ministra.

## Seznam ministrů

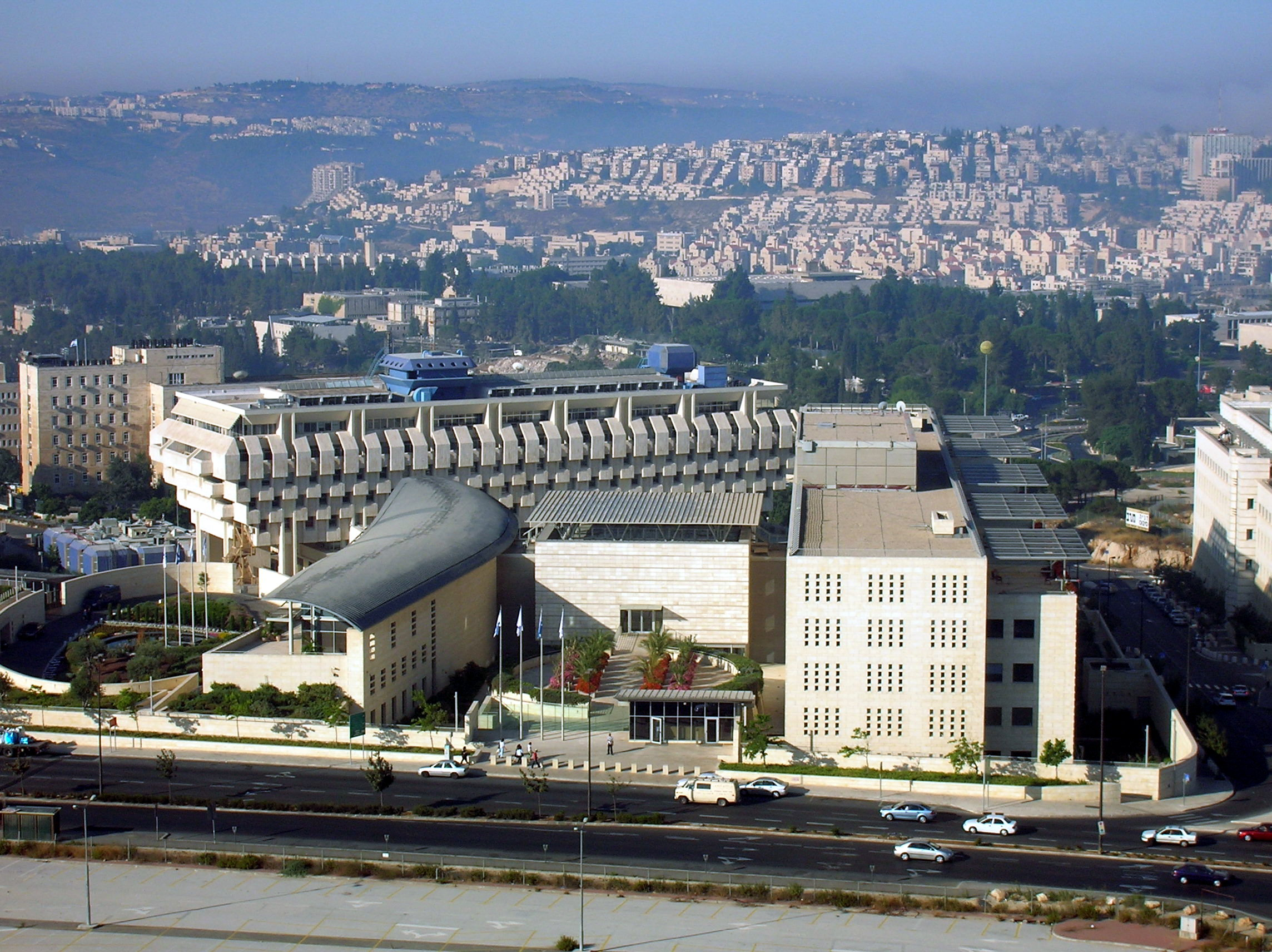
Budova ministerstva zahraničních věcí Izraele

| Č.  | ministr            | strana                 | funkční období                         | poznámka   |
| --- | ------------------ | ---------------------- | -------------------------------------- | ---------- |
| 1.  | Moše Šaret         | Mapaj                  | 15. května 1948 – 18. června 1956      |            |
| 2.  | Golda Meirová      | Mapaj, Ma'arach        | 18. června 1956 – 12. ledna 1966       |            |
| 3.  | Abba Eban          | Ma'arach               | 13. ledna 1966 – 2. června 1974        |            |
| 4.  | Jigal Alon         | Ma'arach               | 3. června 1974 – 19. června 1977       |            |
| 5.  | Moše Dajan         | poslanec, nestraník    | 20. června 1977 – 23. října 1979       | [ pozn 1 ] |
| 6.  | Jicchak Šamir      | Likud                  | 10. března 1980 – 20. října 1986       |            |
| 7.  | Šimon Peres        | Ma'arach               | 20. října 1986 – 23. prosince 1988     |            |
| 8.  | Moše Arens         | Likud                  | 23. prosince 1988 – 12. června 1990    |            |
| 9.  | David Levy         | Likud                  | 13. června 1990 – 13. července 1992    |            |
| 10. | Šimon Peres        | Strana práce           | 14. července 1992 – 22. listopadu 1995 |            |
| 11. | Ehud Barak         | Strana práce           | 22. listopadu 1995 – 18. června 1996   | [ pozn 2 ] |
| 12. | David Levy         | Gešer                  | 18. června 1996 – 6. ledna 1998        | [ pozn 3 ] |
| 13. | Ariel Šaron        | Likud                  | 13. října 1998 – 6. června 1999        |            |
| 14. | David Levy         | Jeden Izrael           | 6. června 1999 – 4. srpna 2000         | [ pozn 4 ] |
| 15. | Šlomo Ben Ami      | Jeden Izrael           | 10. srpna 2000 – 7. března 2001        |            |
| 16. | Šimon Peres        | Strana práce           | 7. března 2001 – 2. listopadu 2002     | [ pozn 5 ] |
| 17. | Benjamin Netanjahu | Likud                  | 6. listopadu 2002 – 28. února 2003     |            |
| 18. | Silvan Šalom       | Likud                  | 28. února 2003 – 16. ledna 2006        |            |
| 19. | Cipi Livniová      | Kadima                 | 18. ledna 2006 – 1. dubna 2009         |            |
| 20. | Avigdor Lieberman  | Jisra'el bejtenu       | 1. dubna 2009 – 18. prosince 2012      |            |
| 21. | Benjamin Netanjahu | Likud Jisra'el bejtenu | 20. prosince 2012 – 11. listopadu 2013 |            |
| 22. | Avigdor Lieberman  | Likud Jisra'el bejtenu | 11. listopadu 2013 – 14. května 2015   |            |
| 23. | Benjamin Netanjahu | Likud                  | 14. května 2015 – 17. února 2019       |            |
| 24. | Jisra'el Kac       | Likud                  | 17. února 2019 – 17. května 2020       |            |
| 25. | Gabi Aškenazi      | Kachol lavan           | 17. května 2020 – 13. června 2021      |            |
| 26. | Ja'ir Lapid        | Ješ atid               | 13. června 2021 – 29. prosince 2022    |            |
| 27. | Eli Kohen          | Likud                  | 29. prosince 2022 – 1. ledna 2024      |            |
| 28. | Jisra'el Kac       | Likud                  | 1. ledna 2022 – 5. listopadu 2024      |            |
| 29. | Gi'don Sa'ar       | Nová naděje            | od 5. listopadu 2024                   | úřadující  |

### Seznam náměstků ministra
| ministr            | strana                                              | funkční období                         |
| ------------------ | --------------------------------------------------- | -------------------------------------- |
| Jehuda Ben Me'ir   | Národní náboženská strana, Gešer-Merkaz cijoni dati | 11. srpna 1981 – 13. září 1984         |
| Roni Milo          | Likud                                               | 24. září 1984 – 20. října 1986         |
| Benjamin Netanjahu | Likud                                               | 26. prosince 1988 – 11. listopadu 1991 |
| Josi Bejlin        | Strana práce                                        | 4. srpna 1992 – 17. července 1995      |
| Eli Dajan          | Strana práce                                        | 24. července 1995 – 18. června 1996    |
| Naváf Masálaha     | Jeden Izrael                                        | 5. srpna 1999 – 7. března 2001         |
| Micha'el Melchi'or | Mejmad                                              | 7. března 2001 – 2. listopadu 2002     |
| Danny Ajalon       | Jisra'el bejtenu                                    | 31. března 2009 – 5. února 2012        |
| Ze'ev Elkin        | Likud                                               | 18. března 2013 – 12. května 2014      |
| Cachi Hanegbi      | Likud                                               | 2. června 2014 – 6. května 2015        |
| Cipi Chotovely     | Likud                                               | 19. května 2015 – 21. dubna 2020       |
| Idan Roll          | Ješ atid                                            | 12. června 2021 - 29. prosince 2022    |